# Pár-baj (film, 2022)
A Pár-baj (eredeti cím: Dual) 2022-es amerikai szatirikus sci-fi thriller, amelynek forgatókönyvírója, rendezője és társ-producere Riley Stearns. A főbb szerepekben Karen Gillan, Beulah Koale, Theo James és Aaron Paul látható.
Premierje a 2022-es Sundance Filmfesztiválon volt 2022. január 22-én. Amerikában 2022. április 15-én mutatták be az RLJE Films forgalmazásában. Magyarországon a HBO Max mutatta be 2024. augusztus 23-án.

## Cselekmény
A közeljövőben Sarah egy depressziós alkoholista, nincs jóban a barátjával, Peterrel, és általában eltávolodik nyomasztó édesanyjától. Egy nap Sarah arra ébred, hogy vértócsa van az ágyában, és később megtudja; halálos beteg, és azt mondják neki, biztosan meg fog halni. Az orvos szerint a hibahatár 2%, de hangsúlyozza Sarah biztos halálát. Hogy megmentse a számára fontos embereket az elvesztése miatti fájdalomtól, Sarah úgy dönt, klónozza magát.
Sarah a klónját „Sarah dublőrjének” nevezi el, és átadja neki az alapvető ismereteket az érdeklődési köréről és életmódjáról. Tíz hónappal később Sarah-t értesítik, hogy megmagyarázhatatlan módon teljes remisszióba került, és életben marad. Amikor megérkezik az édesanyjához a jó hírt közölni, ott találja Petert és Sarah dublőrjét, és dühösen tapasztalja, hogy Sarah dublőrje már jó ideje tartotta a kapcsolatot az édesanyjával, az anyja akarata ellenére. Az igazság most kiderült, Sarah megpróbálja visszaállítani a dolgokat a normális kerékvágásba, és követeli a klónja „leszerelését”, de Peter és az anyja is elutasítja, mivel mindketten a klónt részesítik előnyben.
Sarah megtudja; Sarah dublőre kérte, hogy életben maradhasson, ami azt jelenti, a törvény szerint egy év múlva részt kell venniük egy nyilvános, halálos párbajban, amelyre fel kell készülniük. Mivel a klónját és saját magát is ki kell fizetnie, Sarah hamarosan önvédelmi és harci órákat vesz egy Trent nevű edzőnél. A következő egy évben Sarah fizikailag és szellemileg is fejleszti magát, megtanulja elviselni az erőszakot, és megtanulja, hogyan működnek a klónpárbajok. A képzés utolsó hónapjának fizetése helyett Trent hip-hop táncot tanít. A magabiztosság érzésében Sarah találkozik Peterrel, hogy kijelentse, nem akar rosszat, viszont megígéri, kíméletlenül fogja megölni a klónját.
Miközben Trenttel épp egy teszt közepén van, Sarah észreveszi a klónját, aki kintről figyeli, és egy közeli játszótérre üldözi. Ott megbeszélik a helyzetüket, mielőtt Sarah dublőre elviszi Sarah-t egy párbajukat túlélők támogató csoportjába. Odakint kötődnek egymáshoz, és megállapodnak abban, hogy a határon túlra szöknek a saját életüket élni. Másnap reggel egy erdőben túráznak, ahol Sarah felfedezi, hogy Sarah dublőre megmérgezte a vizét.
Sarah dublőre végül későn jelenik meg a párbajon, egyedül, azt hazudva, hogy ő az eredeti, és azt állítva, a „klón” elmenekült. Egy nyomozás és egy bírósági meghallgatás után a bíró kijelenti, ő az eredeti, és ezzel felszabadul, hogy átvegye az eredeti Sarah helyét. Sarah dublőre azonban hamarosan ugyanolyan depressziósnak és beteljesületlennek érzi magát, mint az eredeti Sarah, és olyan terheket cipel, mint Peter és a ragaszkodó édesanyja (akik mindketten tudják, hogy ő a klón). Vezetés közben (amihez nem ért) Sarah dublőre megáll egy körforgalom közepén és sírva fakad.

## Szereplők
| Szerep               | Színész         | Magyar hang      |
| -------------------- | --------------- | ---------------- |
| Sarah / Sarah klónja | Karen Gillan    | Kókai Tünde      |
| Trent                | Aaron Paul      | Szabó Máté       |
| Robert Michaels      | Theo James      |                  |
| Peter                | Beulah Koale    | Rohonyi Barnabás |
| Sarah anyja          | Maija Paunio    | Makay Andrea     |
| doktor               | Sanna-June Hyde | Kis-Kovács Luca  |
| technikus            | Andrei Alén     | Juhász Zoltán    |
| Tom                  | Kris Gummerus   |                  |

### Magyar változat
- Magyar szöveg: Dittrich-Varga Fruzsina
- Hangmérnök: Gajda Mátyás
- Vágó: Kránicz Bence
- Gyártásvezető: Derzsi Kovács Éva
- Szinkronrendező: Dezsőffy Rajz Katalin
- Produkciós vezető: Kálmán-Marjay Szabina

A szinkront a Iyuno Hungary készítette el.

## A film készítése
A filmet 2020 áprilisában jelentették be, Karen Gillan, Aaron Paul, Beulah Koale és Jesse Eisenberg főszereplésével. Három hónappal később azonban Theo James váltotta Eisenberget.
A forgatás 2020 októberében kezdődött. A filmet teljes egészében a finnországi Tamperében forgatták, és az IPR.VC, a finn kockázati tőke vállalat társfinanszírozásával készült. Az Amerikát sújtó COVID-19 járvány miatt a stáb megpróbált megfelelő helyszínt találni Kanadában és Új-Zélandon, de sikertelenül, így Finnországot választották a film forgatási helyszínéül. A forgatás hat hétig tartott, és ez idő alatt Karen Gillan helyi edzők segítségével kemény fitneszedzésbe kezdett a szerepéhez.
A sikeres forgatásnak köszönhetően Tampere városa és a Film Tampere megállapodást kötött az XYZ Films-szel a cég további jövőbeli produkcióiról. Ugyanebből az együttműködésből született az ötlet, hogy a 2021-es tamperei filmfesztiválon Generation XYZ címmel nemzetközi rövidfilmversenyt szervezzenek.

## Bemutató
A film premierje a 2022-es Sundance Filmfesztiválon volt 2022. január 22-én. Finnországban, ahol a filmet teljes egészében forgatták, a tamperei filmfesztiválon mutatták be 2022. március 12-én. Az RLJE Films ezt követően megszerezte a film forgalmazási jogait. Az Amerikai Egyesült Államokban 2022. április 15-én jelent meg. 2022 áprilisában az RLJE Films megállapodást kötött az AMC+ vállalattal. A film 2022. május 20-án jelent meg a streaming szolgáltatáson.